# Перехильский кризис
Перехильский кризис (араб. أزمة جزيرة ليلى‎; исп. Incidente de la isla de Perejil) — бескровный вооружённый конфликт между Испанией и Марокко, произошедший 11―18 июля 2002 года. Инцидент произошёл на небольшом необитаемом острове Перехиль, когда на нём высадился отряд Королевской марокканской жандармерии. После обмена заявлениями между политиками обеих стран испанские войска высадились на острове и сумели разоружить небольшую группу марокканских военных.

## Предыстория
Остров Перехиль — небольшой скалистый остров, суверенитет над которым оспаривается Марокко, размером примерно с 15 футбольных полей, расположенный в 250 метрах от Марокко и в 8 километрах от испанского города Сеута, граничащего с Марокко, и в 13,5 километрах от материковой части Испании. Сам остров не заселён, его редко посещают марокканские пастухи.

## Атака Марокко
Напряжённость между странами возросла 11 июля 2002 года, когда Марокко оккупировало остров. Двенадцать солдат Королевской марокканской жандармерии высадились на острове, вооружённые лёгким оружием, радиостанцией и несколькими палатками. Солдаты подняли флаг своей страны и разбили лагерь. Патрульный катер Гражданской гвардии Испании, отвечающий за береговую охрану, приблизился к острову из Сеуты во время плановой проверки, когда экипаж заметил развевающийся марокканский флаг. Офицеры высадились, чтобы разобраться в этом вопросе, но столкнулись с марокканскими солдатами, которые заставили их вернуться в лодку, угрожая огнестрельным оружием во время ожесточенного спора.
Марокко заявило, что захват острова был проведён в целях контроля за нелегальной иммиграцией и борьбы с наркоторговцами и контрабандистами, которые используют остров в качестве логистической базы. После протестов и призывов к возвращению статус-кво со стороны испанского правительства марокканские солдаты были отозваны, но были заменены шестью марокканскими морскими пехотинцами, которые создали постоянную базу на острове, что вызвало дальнейшие протесты со стороны Испании. В этот район также был направлен марокканский патрульный катер, который был замечен вблизи островов Чафаринас. Испания отреагировала, разместив свой фрегат, три корвета и подводную лодку в Сеуте и Мелилье, а также три патрульных катера в районе острова Перехиль. Подкрепление также было направлено на изолированные испанские аванпосты в этом районе.
Председатель правительства Испании Хосе Мария Аснар предупредил Марокко, что Испания не смирится с захватом острова.

## Операция «Ромео-Сьерра»
Утром 18 июля 2002 года Испания начала операцию «Ромео-Сьерра» по выдворению марокканских солдат. Операция была проведена испанским спецподразделением «Группы специальных операций». Четыре вертолёта Airbus Helicopters H215M, вылетевшие из Фасинаса, высадили 28 испанских коммандос на острове. Вся операция координировалась испанским флотом с помощью десантного корабля Castilla (L52), находящегося в Гибралтарском проливе. Испанские ВВС направили истребители McDonnell Douglas F/A-18 Hornet и Dassault Mirage F1 для обеспечения прикрытия с воздуха в случае, если Королевские военно-воздушные силы Марокко попытаются вмешаться. Испанские патрульные катера Izaro и Laya подошли к марокканскому канонерскому катеру класса Osprey 55, стоявшему на якоре у острова, чтобы не допустить его вмешательства в операцию. 20-мм пушка этого катера считалась испанскими силами значительной угрозой. Экипаж катера подготовил своё оружие и использовал прожектор, чтобы попытаться ослепить испанских пилотов, но не препятствовал высадке.
Испанским военным было приказано достичь цели с нулевыми потерями, позволялось применять силу только в том случае, если марокканцы откроют по ним огонь. Марокканские морские пехотинцы, присутствовавшие на острове, не оказали никакого сопротивления и быстро сдались. Один из них укрылся за скалой и направил свою винтовку на испанцев, но в итоге предпочел сдаться, а не стрелять. В течение нескольких минут все шесть марокканских военнослужащих были взяты в плен, и остров вернулся под контроль Испании. Пленников перевезли на вертолёте в штаб-квартиру Гражданской гвардии в Сеуте, откуда их перевезли к марокканской границе. В течение того же дня испанские коммандос на острове были заменены солдатами Испанского легиона.

## Последствия
Войска Испанского легиона остались на острове и после завершения операции. Соединённые Штаты Америки выступили посредниками в этом инциденте и стороны в конечном итоге вернулась к статус-кво. Затем испанские войска были выведены, остров остался необитаемым, но на него по-прежнему претендуют обе стороны. BBC News взяли интервью у испанских граждан в Мадриде после окончания конфликта, и большинство людей одобрили силовые действия своего правительства. Оппозиционный политик Гаспар Льямасарес из Объединённых левых заявил, что Испания не должна попасть в «ловушку провокаций», чтобы не испортить свой имидж в Северной Африке.